# Nightfever

Logo von Nightfever (seit 2010)

Nightfever ist eine Initiative junger Katholiken zur Neuevangelisierung, die als Fortführung der Vigil des Weltjugendtages 2005 entstanden ist. Durch die Straßenmission, die ein Kernelement darstellt, unterscheidet sich Nightfever von anderen Anbetungsabenden.

## Konzeption und Ablauf

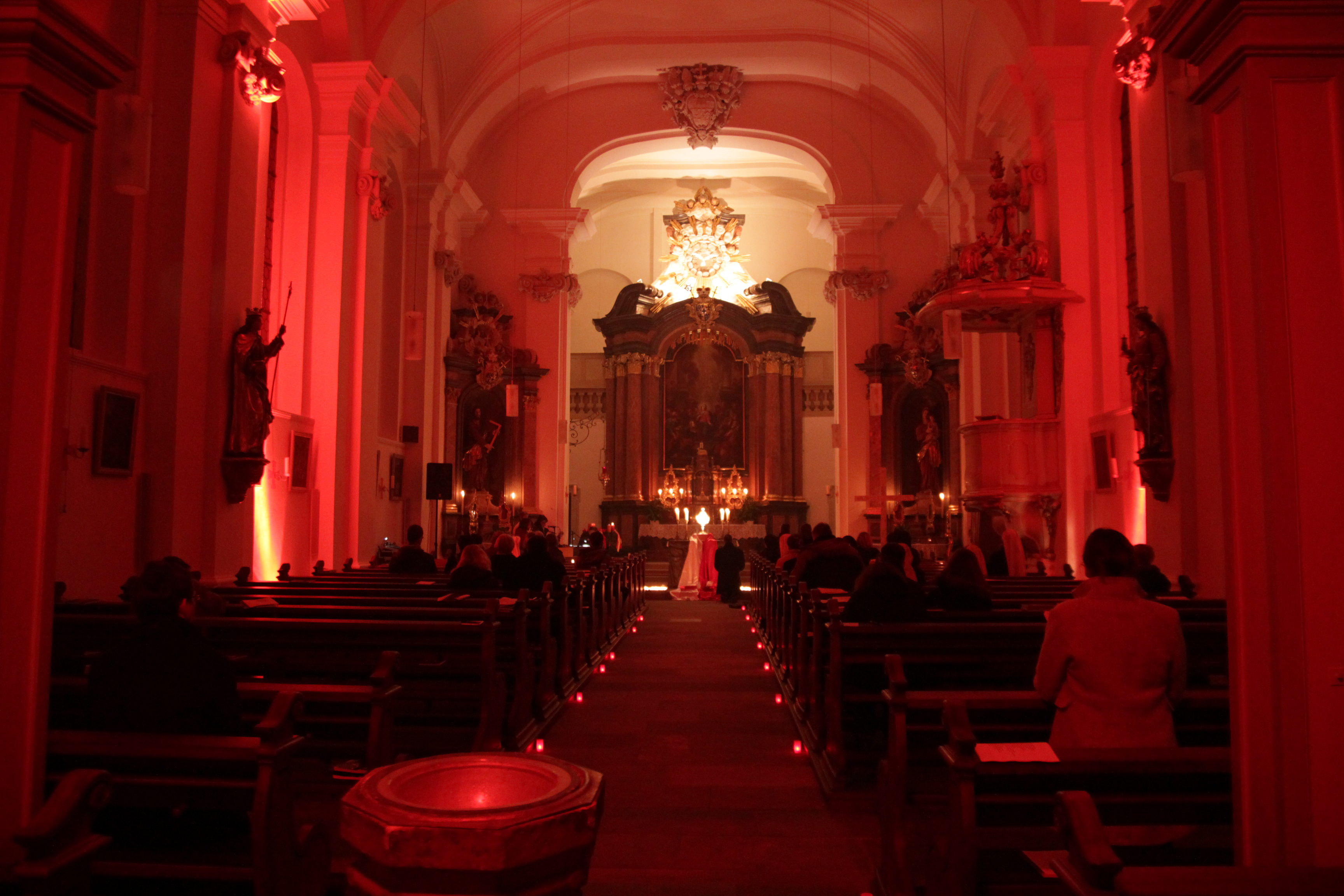
Nightfever in der Heilig-Geist-Kirche in Fulda

Für Nightfever wird eine zentral gelegene katholische Kirche in einer abends belebten Gegend mit Licht und farbigen Tüchern gestaltet.
Passanten werden von Ehrenamtlichen auf der Straße eingeladen, ein paar Minuten in die Kirche zu kommen, um eine Kerze zu entzünden. In der Kirche findet eine eucharistische Anbetung statt, Lieder und Instrumentalmusik schaffen dabei eine besondere Atmosphäre.
Im Seitenbereich der Kirche halten sich Priester auf, die ein seelsorgerliches Gespräch oder auch das Sakrament der Versöhnung anbieten. Es besteht die Möglichkeit, von einem Priester den Segen zu empfangen.
Jeder Nightfever-Abend beginnt mit einer heiligen Messe und endet – oft nach Mitternacht – mit dem eucharistischen Segen. Jeder Besucher kann kommen und gehen, wann er möchte.

## Entstehung
Nach eigener Darstellung waren es zwei Theologiestudenten aus Bonn, Katharina Fassler-Maloney (Mitglied der Gemeinschaft Emmanuel) und Andreas Süß (Priesteramtskandidat des Erzbistums Köln), die Nightfever ins Leben riefen, weil der XX. Weltjugendtag mit der positiven Erfahrung von Kirchen voller betender und singender junger Menschen „weitergehen“ sollte. Besonders die Vigil auf dem Marienfeld am 20. August 2005, bei der erstmals während eines Weltjugendtages eine eucharistische Anbetung stattfand, bildete einen Bezugspunkt für Nightfever.
Der erste Nightfever-Abend fand zu Beginn des Wintersemesters am 29. Oktober 2005 in Bonn statt. Laut Süß war der erste Schritt, „das geistliche Zentrum der Italiener – St. Remigius in der Bonner Innenstadt – mit Studierenden verschiedener Fakultäten und geistlicher Gemeinschaften neu zu beleben. Die Gemeinde habe von Anfang an mitgemacht und durch Gebet und Kuchenspenden die jungen Missionare unterstützt.“ Es war als einmalige Veranstaltung geplant; das Konzept basierte auf dem „Barmherzigkeitsabend“ der Gemeinschaft Emmanuel, die der Charismatischen Bewegung in der katholischen Kirche zugerechnet wird. Dieser besteht aus einer gestalteten Anbetung und Straßenmission. Einen solchen Barmherzigkeitsabend hatte es auf dem Weltjugendtag in Rom gegeben. Auf den Weltjugendtagen in Köln und Sydney bot Emmanuel Nightfever-Abende an und lieferte damit den Namen für die Nightfever-Initiative. Allerdings unterschied sich das Nightfever-Angebot der Gemeinschaft Emmanuel auf diesen beiden Weltjugendtagen in Gestaltung und Inhalt von Barmherzigkeitsabend der Gemeinschaft, somit auch von den von Fassler-Maloney und Süß angeregten Nightfever-Abenden.

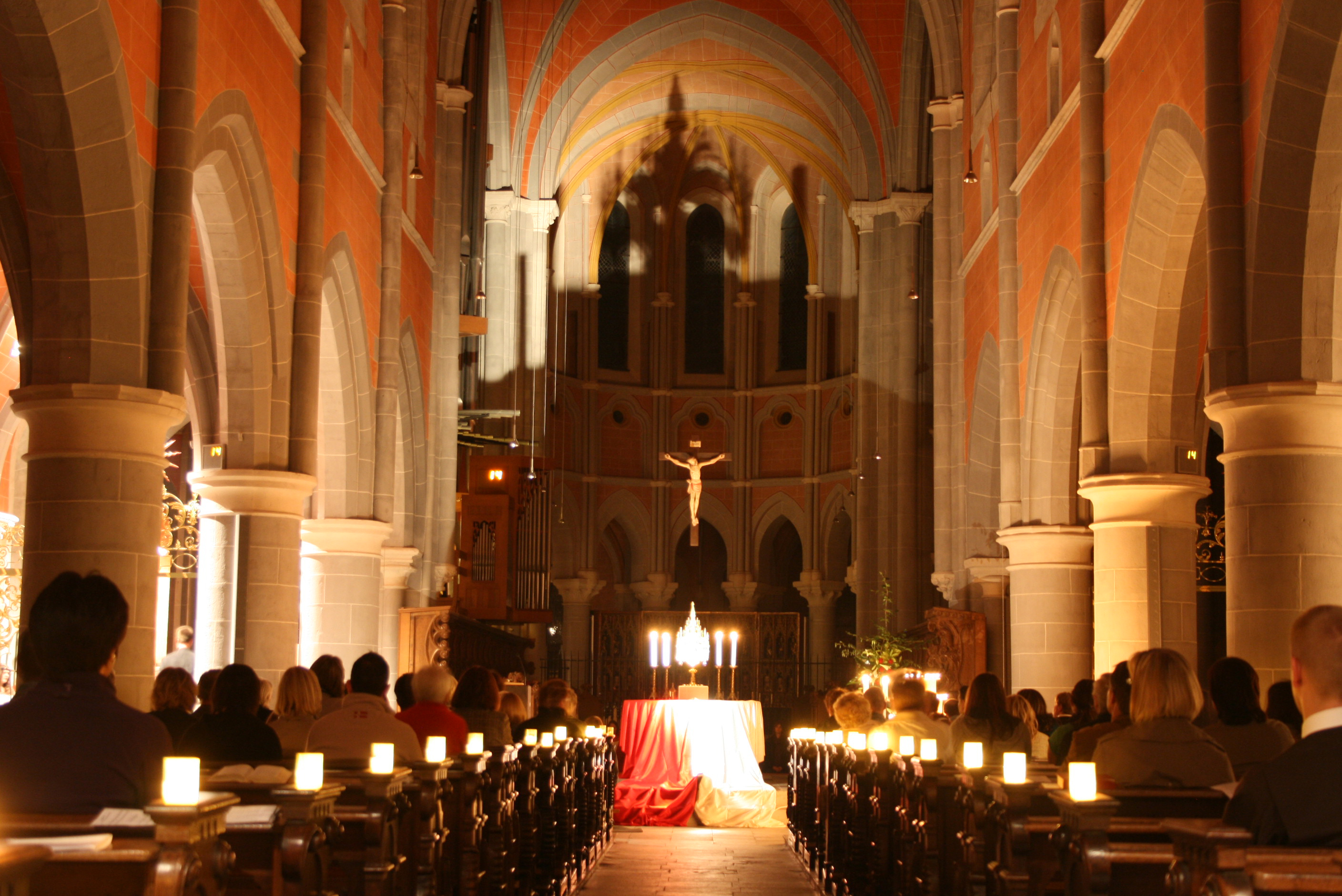
Nightfever in der Basilika von Marienstatt

 Aufgrund der großen Resonanz wurde der Gebetsabend in Bonn weiterhin monatlich durchgeführt und hat sich von da aus in mittlerweile mehr als 45 deutsche Städte und 21 Länder weltweit (Stand 2014) ausgebreitet. In Bonn nehmen jeweils bis zu 1000 Besucher an der Veranstaltung teil. Durch die besondere Lage des Kölner Doms kommen dort zu einem Nightfever-Abend bis zu 3000 Besucher.

## Kirchliche Stimmen
Der Kölner Kardinal Joachim Meisner als Ausrichter des Weltjugendtages hob 2006 als erster Ortsbischof die Bedeutung des Konzepts von Nightfever für die Jugendpastoral hervor. Er sah darin eine spirituelle Frucht des Weltjugendtags. Am 16. Dezember 2006 nahm Kardinal Meisner erstmals an einer Nightfever-Aktion im Kölner Dom teil, nachdem er Anfang November bereits beim Nightfever in St. Remigius in Bonn die Heilige Messe zelebriert hatte. Die Schrift Betend nah ich dir. Handreichung mit Impulsen zur Eucharistischen Anbetung (Köln 2010) suchte das Konzept für die Gemeindepastoral nutzbar zu machen. Kardinal Meisner warb mehrfach für Nightfever.
Erzbischof Robert Zollitsch erwähnte Nightfever bei seiner Rede zur Eröffnung des 16. Internationalen Renovabis-Kongresses am 30. August 2012 zum Thema „Heute den Glauben entdecken – Neue Wege der Evangelisierung in Europa“ neben Glaubenskursen, Bibel-Teilen, niedrigschwelligen Angeboten von City-Pastoral und Urlauberseelsorge als Beispiel missionarischer Präsenz in Deutschland.
Auch die Bischöfe Ludwig Schick (Bamberg), Karl-Heinz Wiesemann (Speyer), Ulrich Neymayr (Erfurt), Franz-Peter Tebartz-van Elst (Limburg), Matthias König (Paderborn), Stephan Ackermann (Trier), Rainer Maria Woelki (Köln), Konrad Zdarsa (Augsburg) und Felix Genn (Münster) äußerten sich positiv über Nightfever.

## Liturgiewissenschaftliche Bewertung
Matthias Sellmann sieht Nightfever als „ein Kind des iconic turn“; die Veranstalter nutzten in professioneller Weise die Möglichkeiten moderner Eventkultur, zum Beispiel Raumverzauberung im Sinn liturgischen „cocoonings“, simulative Benutzerführung, Stimulation kulturellen Konsums, Suggestion gemeinsamer inhaltlicher Fokussierung, Reduzierung diskursiver zugunsten sphärischer Selbstvergewisserung. Es sei erstaunlich, dass die „leicht zu erkennende Kirchen-, Eucharistie- und Klerikerfokussierung“ dem Erfolg von Nightfever keinen Abbruch tue.
Alexander Zerfaß interpretiert Nightfever als Versuch, „mit der eucharistischen Anbetung eine traditionelle Andachtspraxis zeitgemäß neu zu interpretieren und in Szene zu setzen.“ Die Organisatoren seien praktizierende Katholiken, Kerngemeinde also; angesprochen würden aber Passanten auf der Straße, von denen viele nicht praktizierende Katholiken seien oder der katholischen Kirche gar nicht angehörten. Zwar beginne jede Nightfever-Veranstaltung mit einer Messe, die Mehrzahl der Teilnehmer sei aber bei diesem Gottesdienst nicht anwesend und empfange auch sonst nicht oft die Eucharistie. Womöglich erscheine ihnen die Monstranz als „mehr oder minder austauschbares Accessoire der atmosphärischen Kirchenraumgestaltung.“ Während eucharistische Feier und eucharistische Anbetung eng aufeinander bezogen seien, sei diese Verbindung im Konzept von Nightfever gelockert. Die Hostie als Meta-Symbol, in der Christus als körperlich real präsent verehrt werde, habe sich von der Mahlfeier gelöst, in der Christus den biblischen Einsetzungsworten zufolge im Brot, das die Jünger teilen, gegenwärtig sei. Ähnlich Winfried Haunerland: die Veranstalter differenzierten stark zwischen der Messfeier, an der nur Kirchenmitglieder teilnähmen, und der eucharistischen Anbetung, an der alle auf ihre individuelle Weise partizipieren dürften. „Während an den Zulassungsbedingungen zur sakramentalen Kommunion festgehalten wird, haben die Veranstalter offensichtlich keine Schwierigkeiten, die eucharistische Anbetung als fast grenzenlos offenes gottesdienstliches Geschehen zu inszenieren.“
Kim de Wildt bezeichnet Nightfever als „eine der wenigen populären und wachsenden neuen liturgischen Formen.“ Sie fragt sich, ob Nightfever die richtige Antwort auf abnehmenden Gottesdienstbesuch sei. Hinsichtlich der theologischen Bewertung verweist sie auf Sellmanns Analyse. Es sei unumgänglich, dass Nightfever mit seiner bestimmten Ästhetik und Unverbindlichkeit etwas schaffe, was die meisten Liturgien nicht vermöchten: „Es holt die jungen Menschen in die Kirche rein und es sieht so aus, als ob man sich von diesem Kirchenbesuch eine spirituelle Erfahrung erhofft.“

## Organisationsform
Das lokale Angebot eines Nightfever-Abends ist Teil der internationalen Nightfever-Initiative, die sich als „Gebetsbewegung von jungen Christen in der katholischen Kirche“ versteht. Als Ansprechpartner vor Ort dienen der Initiative zwei Ehrenamtliche zwischen 18 und 35 Jahren, die „fest im Glauben stehen“. Gemeinsam mit anderen jungen Leuten, die „dafür brennen, Gottes Liebe und Barmherzigkeit berührbar zu machen“, durchlaufen sie einen sechsmonatigen Vorbereitungsweg und werden geschult; danach erhalten sie die Erlaubnis, Nightfever in ihrem Ort anzubieten. Fassler-Maloney und Süß gaben einen Nightfever-Leitfaden heraus.
Neben dem Gebetsabend bietet Nightfever seit 2011 weitere vertiefende Glaubensangebote an:
- Nightfever-Akademie mit theologischen Vorträgen und Seminaren. Regelmäßige Referentin ist Hanna-Barbara Gerl-Falkovitz.[20]
- Exerzitien in Zusammenarbeit mit den Herz-Jesu-Priestern (SCJ).
- Glaubenskurs „Nightfever Explore“ (seit 2016).[21]

## Logo
In den ersten Jahren verwendete Nightfever das Logo des XX. Weltjugendtags in Köln. Das Logo wurde dabei meist einfarbig weiß benutzt. Ab 2009 wurde der Schriftzug „XX. Weltjugendtag Köln 2005“ unter dem Logo weggelassen.
Da sich Nightfever immer mehr etablierte, wurde 2010 ein eigenes Logo entwickelt. Der Nightfever-Schriftzug steht dabei über einer stilisierten roten Flamme, die in Anlehnung an die Emmausgeschichte (Lk 24,13–35 ) das für den Glauben entbrannte Herz symbolisiert.

## Veranstaltungsorte
Nightfever findet meist in zentral gelegenen katholischen Innenstadtkirchen statt.

Seit 2010 breitet sich Nightfever zunehmend außerhalb des deutschen Sprachraums aus, in den Niederlanden, Dänemark, im Vereinigten Königreich, Irland, Kanada, Spanien und Indien. 2017 fanden nach Angaben von Nightfever e. V. (Monheim am Rhein) in 209 Städten weltweit 554 Nightfever-Abende statt.

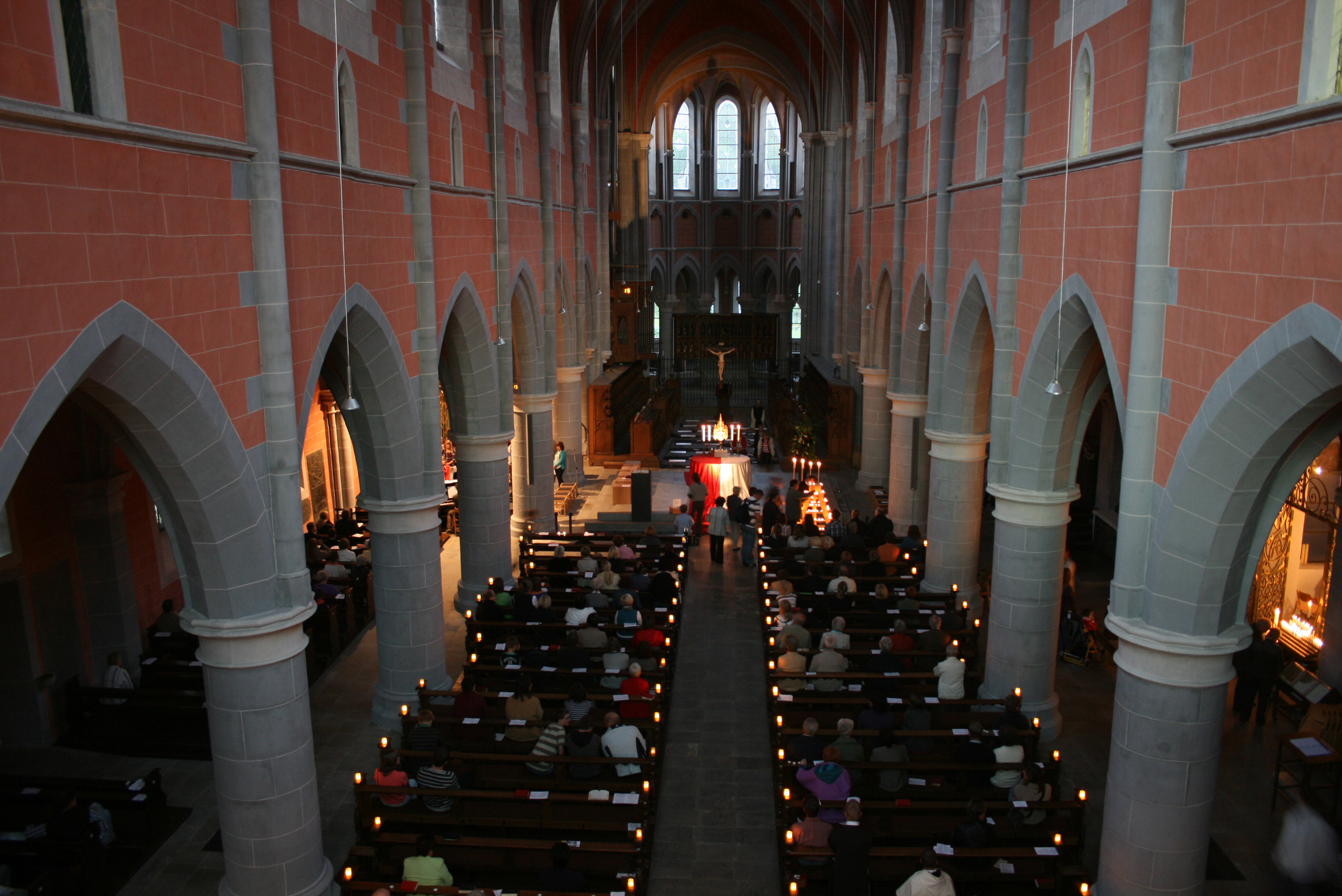
Die Basilika von Marienstatt

Nightfever findet regelmäßig in folgenden Kirchen statt, meist in monatlichem oder zweimonatlichem Rhythmus:
| Ort                       | Kirche                          | Beginn | Land                   |
| ------------------------- | ------------------------------- | ------ | ---------------------- |
| Aachen                    | St. Foillan                     | 2009   | Deutschland            |
| Augsburg                  | Dom                             | 2008   |                        |
| Bamberg                   | Kaiserdom                       | 2012   |                        |
| Bayreuth                  | Schlosskirche                   | 2013   |                        |
| Berlin                    | St. Bonifatius                  | 2007   |                        |
| Bochum                    | St. Peter und Paul              | 2013   |                        |
| Bonn                      | St. Remigius                    | 2005   |                        |
| Düsseldorf                | St. Lambertus                   | 2008   |                        |
| Erfurt                    | St. Lorenz                      | 2006   |                        |
| Essen                     | Essener Münster                 | 2012   |                        |
| Frankfurt am Main         | Kaiserdom oder Liebfrauenkirche | 2012   |                        |
| Freiburg im Breisgau      | St. Martin                      | 2006   |                        |
| Fulda                     | Heilig-Geist-Kirche             | 2011   |                        |
| Göttingen                 | St. Michael                     | 2012   |                        |
| Gummersbach               | St. Franziskus                  | 2007   |                        |
| Heidelberg                | St. Anna                        | 2011   |                        |
| Höhr-Grenzhausen          | St. Peter und Paul              | 2007   |                        |
| Jena                      | St. Johannes Baptist            | 2009   |                        |
| Kassel                    | St. Elisabeth                   | 2013   |                        |
| Köln                      | Dom                             | 2006   |                        |
| Limburg an der Lahn       | Stadtkirche                     | 2012   |                        |
| Mainz                     | Augustinerkirche                | 2006   |                        |
| Mannheim                  | St. Sebastian                   | 2013   |                        |
| München                   | St. Peter                       | 2010   |                        |
| Münster                   | St. Lamberti                    | 2010   |                        |
| Neustadt an der Aisch     | St. Johannes                    | 2013   |                        |
| Nürnberg                  | St. Elisabeth                   | 2008   |                        |
| Osnabrück                 | St. Johann                      | 2012   |                        |
| Paderborn                 | Marktkirche                     | 2008   |                        |
| Regensburg                | Stiftskirche St. Johann         | 2011   |                        |
| Rheinbach                 | St. Martin                      | 2011   |                        |
| Saarbrücken               | Basilika St. Johann             | 2008   |                        |
| Streithausen (Westerwald) | Abtei Marienstatt               | 2008   |                        |
| Stuttgart                 | Domkirche St. Eberhard          | 2013   |                        |
| Trier                     | St. Gangolf                     | 2007   |                        |
| Ulm                       | St. Michael zu den Wengen       | 2016   |                        |
| Würzburg                  | Karmelitenkloster               | 2009   |                        |
| Wuppertal                 | St. Laurentius                  | 2007   |                        |
| Graz                      | Franziskanerkirche              | 2010   | Österreich             |
| Wien                      | Minoritenkirche                 | 2008   |                        |
| Basel                     | St. Clara                       | 2009   | Schweiz                |
| Kopenhagen                | St. Ansgars                     | 2011   | Dänemark               |
| Oldenzaal                 | St. Plechelmus-Basilika         | 2010   | Niederlande            |
| Birmingham                | Our Lady and All Saints         | 2012   | Vereinigtes Königreich |
| Glasgow                   | St. Aloysius                    | 2012   |                        |
| London                    | St. Patricks Catholic Church    | 2012   |                        |
| Halifax                   | St. Mary’s Basilica             | 2012   | Kanada                 |
| Dublin                    | St. Theresa’s Church            | 2013   | Irland                 |
| Valencia                  | San Nicolás                     | 2013   | Spanien                |
| Bangalore                 | St. Anthony’s Friary            | 2015   | Indien                 |
| Goiânia                   | São Pio X                       | 2013   | Brasilien              |
| San Miguel                | Catedral de San Miguel          | 2015   | Argentinien            |

Zu verschiedenen Anlässen, wie etwa dem Katholikentag, dem Ökumenischen Kirchentag oder bei Kirchennächten gibt es Nightfever auch in anderen Städten als „Nightfever special“. Während der Olympischen Sommerspiele 2012 fand an sechs Abenden in St. Patricks Catholic Church und St. Catherine Catholic Church Nightfever statt. Oft finden die Specials auch als Vorlauf zu einer dauerhaften Ansiedlung von Nightfever statt. Nightfever Specials gab es zum Beispiel 2012 u. a. in Bamberg (Dom und St. Martin), Kempten (Allgäu) in Basilika St. Lorenz, Mannheim, Sydney, Split, Rom (Santa Maria dell’Anima) und Roermond, 2013 u. a. in Potsdam (Peter-und-Paul-Kirche).
In kleinen Städten oder Dörfern findet Nightfever auch unter dem Namen Abend des Lichtes statt. In München und Münster folgen die Veranstaltungen stay & pray einem ähnlichen Konzept.